# 꼬마 유령 캐스퍼 2 - 새로운 모험
꼬마 유령 캐스퍼 2 - 새로운 모험(Casper: A Spirited Beginning)은 미국에서 제작된 숀 맥나마라 감독의 1997년 코미디, 가족, 판타지, 공포 영화이다. 스티브 구텐버그 등이 주연으로 출연하였고 마이크 엘리엇 등이 제작에 참여하였다.

## 출연

### 주연
- 스티브 구텐버그
- 로리 로우린
- 로드니 데인저필드
- 마이클 맥킨

### 조연
- 브렌든 라이언 바렛
- 리처드 몰
- 로건 로빈스
- 셔먼 헴슬리
- 벤 스타인
- 브라이언 도일 머레이
- 에디 맥크러그
- 캐스퍼 반 디엔

## 제작진
- 원작자: 조셉 오리올로
- 원작자: 세이모어 레이트
- 공동제작: 롭 커크너
- 미술: 아란 제이 베터
- 의상: 크리스틴 M. 버크